# 韓延徽
韓 延徽（かん えんき、882年 - 959年）は、遼（契丹）の政治家・軍人。字は蔵明。本貫は幽州安次県。

## 経歴
唐の薊儒順三州刺史の韓夢殷の子として生まれた。若くして劉仁恭に見出されて幽都府文学・平州録事参軍として召された。馮道とともに劉仁恭に伺候し、幽州観察度支使に任じられた。
後に劉守光の使者として契丹の耶律阿保機のもとを訪れ、その怒りを買って抑留された。述律皇后が延徽を賢者として遇するよう勧めたため、阿保機はかれを召し出して軍事について助言させた。党項や室韋を攻撃するにあたって、延徽の計策は多く用いられた。契丹の領内に城郭を建て、市里を分かち、降伏した漢人を居住させた。降伏者に妻を与え、農耕を教え、生業を立てさせたので、逃亡者は少なくなった。
後に延徽は郷里を懐かしんで後唐に逃げた。しかし王緘との関係が険悪になり、危険を避けるために友人の王徳明の家に匿われた。延徽は契丹に戻ることに決めて、「阿保機がわたしを失ったのは、左右の手を失ったようなものだから、わたしに会えば必ず喜ぶだろう」と王徳明に告げた。延徽が契丹に戻ると、阿保機に理由を訊ねられたため、「親を忘れるのは孝ではなく、君を棄てるのは忠でありません。臣は身ひとつで逃亡しましたが、心は陛下のもとにありました。臣はこのためまたやって来たのです」と答えた。阿保機は喜んで、延徽に匣列の名を与えた。「匣列」とは契丹の言葉で「また来たる」という意味である。中書令・崇文館大学士となり、宮中や国政の議決にことごとく参与した。天賛4年（925年）、渤海に対する征戦に従軍し、功績により左僕射に任じられた。康黙記とともに長嶺府を攻撃して落とした。
太宗のとき、魯国公に封じられ、そのまま中書令となった。後晋に対する使者をつとめ、帰還すると南京三司使となった。
世宗のとき、南府宰相に転じた。天禄5年（951年）6月、北漢の劉崇が冊礼を求めてくると、太宗のときに石敬瑭を後晋の皇帝に冊立した前例にならうよう延徽が進言したため、世宗はこれに従った。
延徽は応暦年間に致仕した。応暦9年（959年）、死去した。享年は78。尚書令の位を追贈され、幽州の魯郭に葬られた。子孫は崇文令公の位を世襲した。
子に韓徳枢があった。

## 伝記資料
- 『遼史』巻74 列伝第4
- 『契丹国志』巻16